# Frank Misson
Francis Michael Misson (bekannt als Frank Misson; * 19. November 1938 in Sydney, Australien; † 11. September 2024) war ein australischer Cricketspieler, der 1960 und 1961 für die australische Nationalmannschaft spielte.

## Kindheit und Ausbildung
In seiner Jugend betrieb Mission Leichtathletik und trainierte mit Percy Cerutty.

## Aktive Karriere
Mission gab sein First-Class-Debüt beim Sheffield Shield 1958/59 für New South Wales. In der folgenden Saison reiste er mit dem zweiten Australischen Team nach Neuseeland, wo ihm 17 Wickets gelangen. In der Saison 1960/61 wurde er für die Tour gegen die West Indies nominiert und absolvierte dort sein Test-Debüt, als er den verletzten Ian Meckiff ersetzte. In seinem zweiten Test innerhalb der Serie gelangen ihm 3 Wickets für 79 Runs und beim abschließenden fünften Test konnte er 4 Wickets für 58 Runs erzielen. Mit letzterem half er den Serien-Sieg zu sichern. Daraufhin wurde er auch für die Ashes Tour 1961 nominiert. Zu dieser Zeit erfolgte die Anreise noch per Schiff, wo Mission an seinem Fitnessprogramm festhielt und auf dem Deck seine Laufrunden absolvierte. Im zweiten Test erzielte er insgesamt vier Wickets (2/48 & 2/66) und half mit 25* Runs das Spiel zu gewinnen. Daraufhin zog er sich eine Verletzung an der Achillessehne zu und kam in der Serie nicht mehr zum Einsatz. Eine erhoffte Genesung während der Tour kam nicht zustande, auch weil er vorzeitig wieder auf dem Feld stand. Im Jahr darauf absolvierte er Tour Matches während der Ashes Tour 1962/63, kam jedoch nicht bei den Tests zum Einsatz. In der Folge wurde er nicht mehr für die Nationalmannschaft nominiert. Er wurde in der Saison 1963/64 wieder ins Team für New South Wales aufgenommen, zeigte dort jedoch schwache Leistungen und absolvierte somit in der Saison sein letztes First-Class-Spiel.

## Nach der aktiven Karriere
Misson hatte während der England-Tour seine spätere Frau kennengelernt, die zuvor für England und später für Australien an der Makkabiade teilnahm. Im September 2024 verstarb er im Alter von 85 Jahren.